# Dormanz
Als Dormanz (von lateinisch dormire = schlafen) werden alle Formen der Entwicklungsverzögerung bei Lebewesen oder biologischen Vorgängen bezeichnet. Diese sind teilweise durch Außenfaktoren bedingt, sie können jedoch auch genetisch und hormonell gesteuert sein. Dormanzphasen gewährleisten vor allem ein Überleben der Tiere und Pflanzen bei ungünstigen Umweltbedingungen.
Der Begriff Dormanz wird manchmal in Überschneidung oder synonym mit dem Begriff Quieszenz (siehe unten) verwendet, wobei Quieszenz im medizinischen Sprachgebrauch jedoch auch eine allgemeine Bezeichnung für asymptomatische Ruhephase(n) im Verlauf einer Erkrankung sein kann.
Zu den Hauptmerkmalen der Dormanz gehören ein stark reduzierter Stoffwechsel und erhöhte Resistenz. Die Dormanz kann in allen Entwicklungsphasen auftreten und auch innerhalb derselben Art abhängig von äußeren Bedingungen unterschiedlich lang sein, wie es z. B. bei Keimruhe zu beobachten ist.

## Dormanz in der Botanik

### Samenruhe
Mit dem Begriff Dormanz wird in der Botanik die Samenruhe bezeichnet, die bei Samen das vorzeitige Keimen unter ungünstigen Bedingungen oder schon an der Mutterpflanze verhindern soll. Diese Keimruhe kann durch eine Behandlung der Samen, Stratifikation genannt, vorzeitig abgebrochen werden.

### Knospenruhe

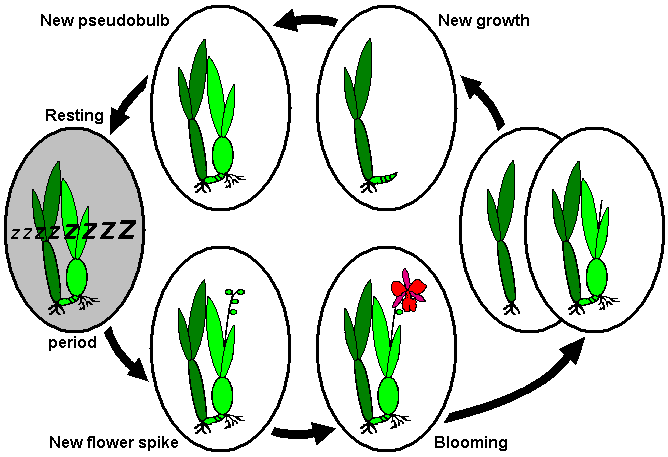
Jahreszyklus sympodial wachsender Orchideen mit Ruhephase nach der Ausbildung des neuen Jahrestriebs, z. B. Miltonia oder Odontoglossum

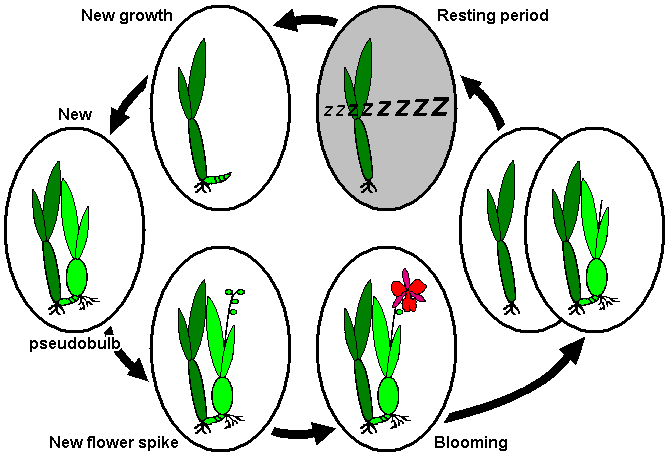
Jahreszyklus sympodial wachsender Orchideen mit Ruhephase nach der Blüte, z. B. Cycnoches ventricosum, Dendrobium nobile oder Laelia

Als Dormanz wird aber auch die Knospenruhe von Pflanzen bezeichnet: Blüten- oder Seitentriebknospen können durch äußere Einflüsse oder hormonell kontrolliert für längere Zeit in einer Ruhephase verbleiben. Das wichtigste wachstumshemmende Hormon ist hier die Abscisinsäure. Besonders ausgeprägt ist dabei bei vielen Pflanzenarten die Knospenruhe der Seitentriebe, die durch den Hauptspross oder Haupttrieb vermittelt und auch als Apikaldominanz bezeichnet wird. Entfernt man den Haupttrieb, wird die Dormanz der Seitentriebe dadurch gebrochen und sie beginnen auszuwachsen.
Dormanz spielt auch bei Pflanzen in gemäßigten und weiter im Norden liegenden Gebieten eine große Rolle: Erst nach Erreichen einer bestimmten Zeitspanne unterhalb einer bestimmten Temperatur sind diese Pflanzen fähig wieder auszutreiben. Dies ist insofern wichtig, als so kurzzeitige Wärmephasen in der kalten Jahreszeit nicht dazu führen, dass die Pflanze vorzeitig austreibt und dann mit hoher Wahrscheinlichkeit durch wieder einsetzenden  Frost stark geschädigt wird. Je südlicher das ursprüngliche Verbreitungsgebiet einer Pflanzenart ist, umso geringer ist normalerweise das Kältebedürfnis, um die Dormanz zu brechen. Dies ist der Grund, warum beispielsweise Mandelbäume in Süddeutschland in winterlichen Wärmephasen schon im Dezember oder Januar austreiben und blühen.
Ein weiteres Beispiel für Dormanz im Pflanzenreich sind die Ruhezeiten zahlreicher sympodial wachsender Orchideen in Anpassung an die jeweiligen regionalen Kälte- und/oder Trockenheitsperioden. Die beiden obigen Abbildungen zeigen die dabei häufigsten beiden Dormanzmuster.

## Dormanz in der Zoologie
Die Dormanz ist eine Überlebensstrategie, die hauptsächlich von wechselwarmen (poikilothermen) Tieren realisiert wird. Sie kann nicht nur den gesamten Organismus, sondern auch lediglich die Gonaden betreffen. Bei Eiern oder Embryonen wird die Dormanz über die Mütter, bei Parasitoiden meist über die Wirte ausgelöst. 
Der Begriff Diapause wird häufig synonym verwendet, beinhaltet allerdings immer eine endogene Komponente, die den Stoffwechsel umstellt (Diapause i. w. S.), im Gegensatz zur rein exogen beeinflussten Quieszenz.
Man unterscheidet zwei Hauptformen der Dormanz, wobei der Trend von konsekutiver zu prospektiver Dormanz geht. Weiterhin zeigt sich die Tendenz, die Dormanz auf ein Entwicklungsstadium zu beschränken.

### Konsekutive Dormanz
Bei dieser Form spielt die Veränderung der Außenfaktoren die wesentliche Rolle. Die Entwicklungskurve folgt der Veränderung des ausschlaggebenden Außenfaktors und kann bei suboptimalen Umweltbedingungen schließlich bis zum Entwicklungsstillstand führen. Der Dormanz auslösende Faktor ist auch gleichzeitig jener, der die Dormanz wieder beendet. Als Außenfaktoren treten hierbei auf: Temperatur, Nahrung, Feuchtigkeit und Photoperiode. 
Die Konsekutive Dormanz wird in Quieszenz und Oligopause eingeteilt, wobei letztere zur Diapause i. w. S. gehört.

#### Quieszenz
Bei der Quieszenz tritt Dormanz sofort mit Beginn der Ungunst auf und wird nach Beendigung der Ungunst ebenfalls sofort beendet. Sie kann in jedem Entwicklungsstadium auftreten. Die Winterruhe kann als thermische Quieszenz der gleichwarmen (homoiothermen) Tiere angesehen werden.

#### Oligopause
Bei der Oligopause tritt Dormanz allmählich nach Beginn der Ungunst und nach Akkumulation des Reizes auf. Es wird quasi „überprüft“, ob die Ungunst längerfristig anhalten wird oder nur eine kurzfristige Umweltschwankung vorliegt. Daraufhin folgt eine Umstellung der Physiologie. Die Oligopause wird ebenso allmählich nach einer Dekumulation des Reizes beendet. Nach dem Stadium, in dem die Oligopause einsetzt, werden drei Typen unterschieden:
1. Quieszitäre Oligopause: Dormanz kann in jedem Entwicklungsstadium auftreten.
2. Typische Oligopause: Die Sensibilität für den Dormanz auslösenden Reiz und dessen Akkumulation ist in den Entwicklungsstadien unterschiedlich stark ausgeprägt.
3. Diapausäre Oligopause: Die Dormanz wird deutlich auf bestimmte Entwicklungsstadien eingeengt.

Der Winterschlaf ist die thermische Oligopause der homoiothermen Tiere.

### Prospektive Dormanz
In dieser Form ist der Zeitpunkt der Dormanz genetisch festgelegt und liegt so, dass die Entwicklungsänderung beginnt, ehe eine meist saisonale Änderung eines Außenfaktors in einen ungünstigen Bereich erfolgt, quasi vorausschauend. Die Dormanz ist an ein bestimmtes Entwicklungsstadium gekoppelt. Diese Dormanz weist ebenfalls zwei Formen auf, die beide zur Diapause i. w. S. gehören:

#### Parapause
Während in den anderen Dormanzformen die Entwicklung während ungünstiger Umweltbedingungen zum Stillstand kommt, ist hier ein Entwicklungsstadium auf Weiterentwicklung während der Ungunst eingerichtet und benötigt diese sogar. Darum ist die Parapause obligatorisch und tritt bei Erreichen des bestimmten Stadiums ein. Die Beendigung erfolgt nur nach Erreichen des darauffolgenden Stadiums durch einen Außenfaktor. Als Faktoren fungieren hier hauptsächlich die Temperatur oder die Photoperiode.
Da alle Individuen einer Population in dem gleichen Stadium parapausieren und durch denselben Außenfaktor nur einmal im Jahresverlauf aus der Dormanz entlassen werden, verläuft die Entwicklung dieser Population synchron und es gibt nur eine Generation pro Jahr (Monovoltinismus).

#### Eudiapause
Dies ist die Diapause i. e. S. Dormanzauslösender Faktor ist bei der Eudiapause nur die Photoperiode, da sie im Gegensatz zu den anderen Außenfaktoren astronomisch genau und damit stets zuverlässig ist. Die Kritische Photoperiode ist das Verhältnis von Licht- zu Dunkelstunden, bei dem die Hälfte einer Population zu diapausieren beginnt, und verändert sich mit zunehmendem Breitengrad. Das Signal für die Auslösung der Eudiapause muss im vorangehenden Entwicklungsstadium erfolgen. Wenn es ausbleibt, erfährt das vorgesehene Stadium eine nondiapausäre Entwicklung. Daher ist die Eudiapause fakultativ. Terminierender Außenfaktor ist die Temperatur: eine obligate, längere Kälteperiode. Sollte die Eudiapause abgeschlossen sein, obwohl noch ungünstige Umweltbedingungen herrschen, folgt Quieszenz.
Der fakultative Charakter der Eudiapause gibt einer Art die Möglichkeit, mehr als eine Generation pro Jahr hervorzubringen (potentieller Polyvoltinismus). Beispielsweise weist der Landkärtchenfalter Araschnia levana zwei Generationen pro Jahr auf, von denen eine eine nondiapausäre Entwicklung und die andere Eudiapause vollzieht. Dies führt zudem zu verschiedenen Phänotypen zwischen den beiden Generationen (Saisondiphänismus) dieser Art.